# James-Simon-Galerie

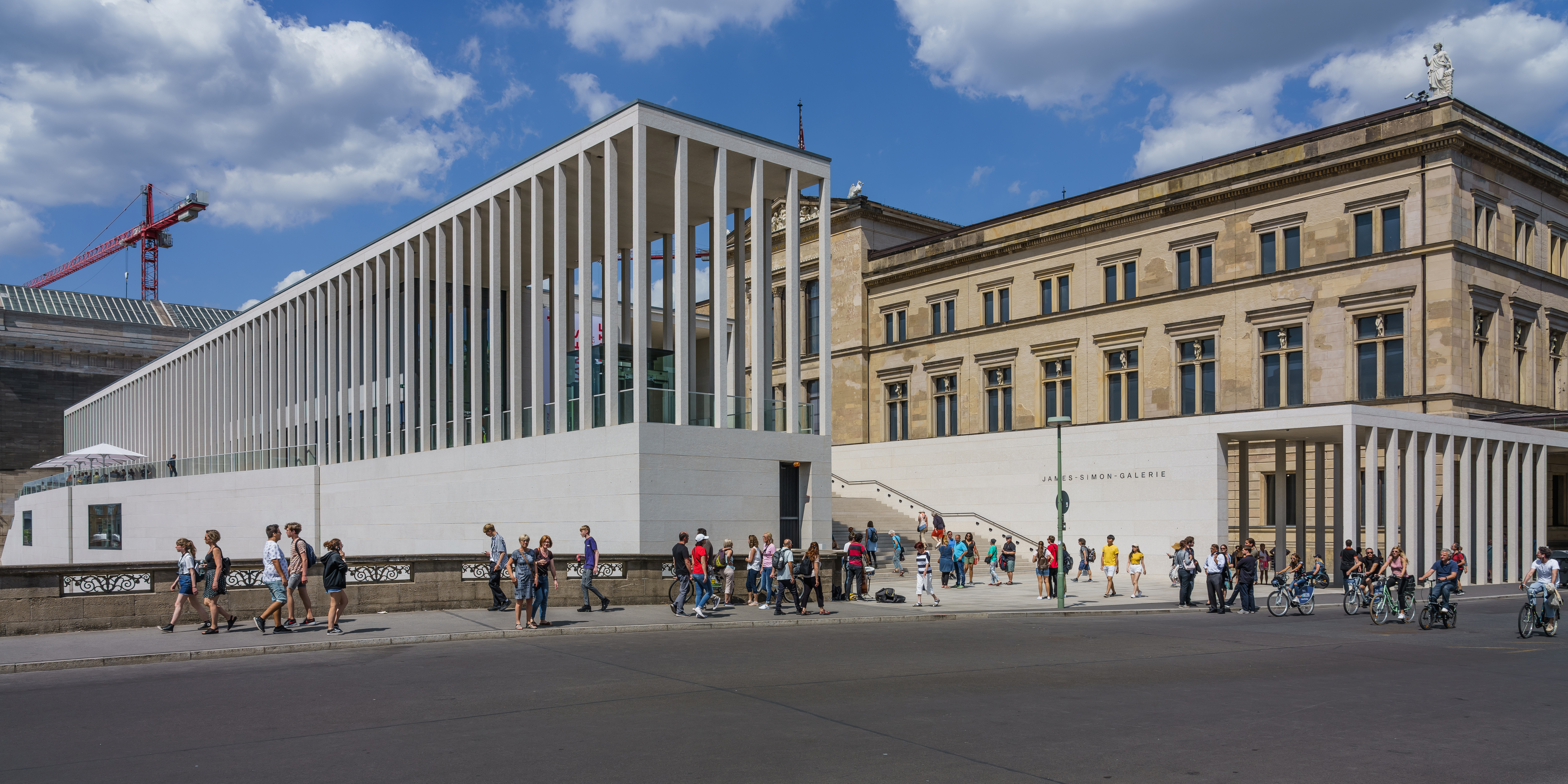
James-Simon-Galerie nach der Fertigstellung (2019)

Die James-Simon-Galerie ist das Besucherzentrum der Berliner Museumsinsel und wurde von 2009 bis 2018 nach Plänen des britischen Architekten David Chipperfield (* 1953) erbaut. Sie befindet sich anstelle des 1938 abgerissenen Neuen Packhofs von Karl Friedrich Schinkel (1781–1841) zwischen dem Kupfergraben und dem Neuen Museum. Benannt nach dem bedeutenden Mäzen und Förderer Berliner Museen James Simon (1851–1932), bildet die Galerie zusammen mit der Archäologischen Promenade den Kern des Masterplans Museumsinsel.

## Funktion
Die James-Simon-Galerie dient nach dem 1999 beschlossenen Masterplan Museumsinsel als zentrales Eingangsgebäude und Besucherzentrum; derzeit bietet es den alleinigen Eingang zum Pergamonmuseum, sowie einen unterirdischen Eingang zum Neuen Museum. Nach Abschluss des Masterplans soll die James-Simon-Galerie über die Archäologische Promenade mit vier der fünf Museen verbunden sein und so die erwarteten Besuchermassen lenken. Neben dem Kassen- und Eingangsbereich beherbergt die James-Simon-Galerie auf 10.900 Quadratmetern, davon 4.600 Quadratmetern Nutzfläche, ein Auditorium für 300 Personen, einen Museumsshop, ein Café und Restaurant sowie Räumlichkeiten für Sonderausstellungen. Sie alle haben zum Ziel, die historischen Gebäude zu entlasten.

## Geschichte

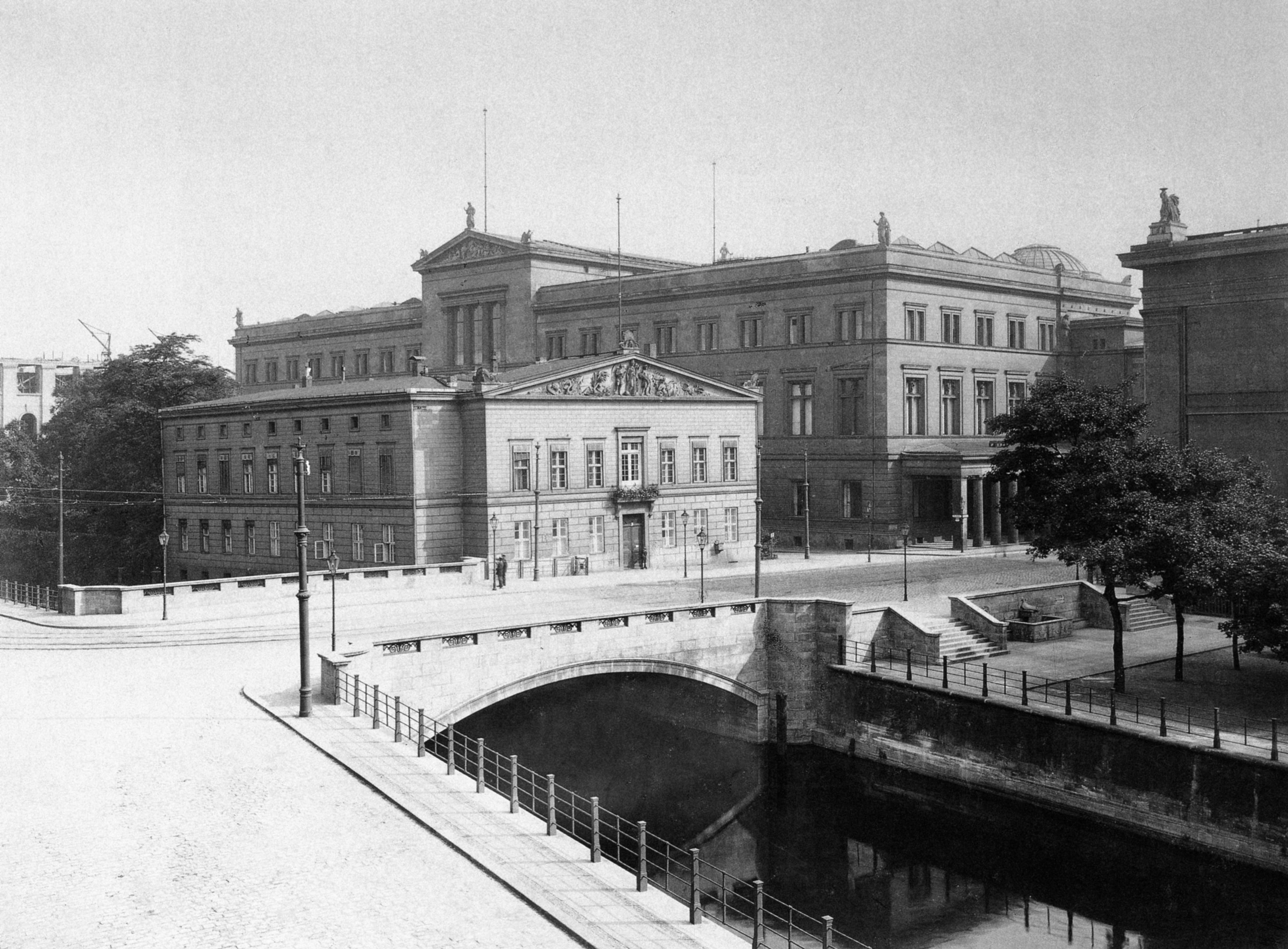
Neuer Packhof am Kupfergraben, Fotografie von Hermann Rückwardt (1916)

Ein erster Entwurf stammt von dem britischen Architekten David Chipperfield (* 1953), der 1999 den ausgeschriebenen Wettbewerb zur Neugestaltung des Eingangsbereiches zur Museumsinsel mit einer schlichten kubischen Lösung aus Stahl und satiniertem Glas gewann. Die Planungen wurden 2002 durch den Bund als Bauherrn und Finanzier gestoppt, weil zwischenzeitlich die Kosten für die Sanierung des Pergamonmuseums zu explodieren drohten. Im November 2006 bewilligte der Deutsche Bundestag schließlich Mittel in Höhe von 73 Millionen Euro für den Eingangsbau. Nach einem erneuten Aufflammen der Kritik an dem Entwurf Chipperfields nahm der Architekt im Dezember 2006 eine Überarbeitung vor, die die Stiftung Preußischer Kulturbesitz schließlich bestätigte. Weil das einigen Kritikern noch nicht weit genug ging, strebte seit Februar 2007 eine Bürgerinitiative mit prominenten Vertretern (Lea Rosh, Günther Jauch) ein Volksbegehren gegen die Verwirklichung des bestehenden Entwurfs an. Am 27. Juni 2007 stellte David Chipperfield einen weiteren Entwurf vor. Das eigentliche Gebäude mit Raum für Wechselausstellungen, Gastronomie und Museumsläden befindet sich im Sockel eines Kolonnadengangs, der vom Pergamonmuseum bis fast zum Lustgarten entlang der Spree führt. Die Bürgerinitiative stellte ihre Aktivität am 2. Juli 2007 ein.
Nach jahrelangen Verzögerungen durch komplizierte Gründungsarbeiten mit 1200 Pfählen und erneuter Überarbeitung der Pläne wurde am 18. Oktober 2013 der Grundstein gelegt.
Der Bau der Galerie kostete 134 Millionen Euro. Die Bauzeit betrug fast zehn Jahre.
Die offizielle Eröffnung der Galerie erfolgte am 12. Juli 2019 durch Bundeskanzlerin Angela Merkel. Anlässlich der Eröffnung bereiteten die Staatlichen Museen zu Berlin die Sonderausstellung Nah am Leben. 200 Jahre Gipsformerei vor, die anhand von 200 Objekten die Bedeutung der Abformung in der Geschichte der Bildhauerei darstellte und vom 30. August 2019 bis zum 1. März 2020 in der James-Simon-Galerie gezeigt wurde. Im Jahr 2019 verzeichnete die James-Simon-Galerie bereits 338.000 Besucher.

## Aufbau
Die Galerie, ein schmaler, langgestreckter Gebäudeteil längs zum Spreekanal, ist in fünf Ebenen untergliedert: Ein nicht öffentlich zugängiges Untergeschoss beherbergt Technik- und Depoträume. Die Ebene 0 stellt den Übergang zur Archäologischen Promenade und zum Neuen Museum dar. Sie enthält zugleich Flächen für Sonderausstellungen und Informationsspunkte. Außerdem befinden sich hier ein Lager, ein Mitarbeiterbereich und Räume für Ausstellungsvorbereitungen. Die Ebene 1 besteht aus einem Foyer, einem Auditorium mit Sichtbetonwänden auf der Eingangsseite, das sich zum Teil unter der Freitreppe erstreckt und für Kulturveranstaltungen geeignet ist. Lager und Nebenräume sowie eine Anlieferungszone vervollständigen dieses Geschoss. Im Mezzanin sind ein Foyer, ein Museumsshop mit Buchverkauf, die Garderobe mit Schließfächern und die Sanitäranlagen untergebracht. Die Galerie wird mit Ebene 2 abgeschlossen, dem Hauptgeschoss mit einem Foyer, einer Terrasse im lang gestreckten Kolonnadengang, einem Café und dem Eingang zum Pergamonmuseum. Die Besucher können einen barrierefreien Zugang mittels Fahrstuhl wählen oder die gestufte Freitreppe benutzen. Am Fuß der Freitreppe bildet ein weiterer Pfeilergang die optische und wettergeschützte Verbindung zum Neuen Museum. Aufgrund der gegenüber dem Fuß der Freitreppe vorgeschobenen, bastionären Position des markanten Kolonnadengangs der Galerie verglich der Architekturkritiker Nikolaus Bernau die Anordnung ihrer Gebäudeteile mit der Konfiguration der Tempel am Treppenaufgang der Athener Akropolis und bezeichnete die James-Simon-Galerie als „Berlins Nike-Tempel“.

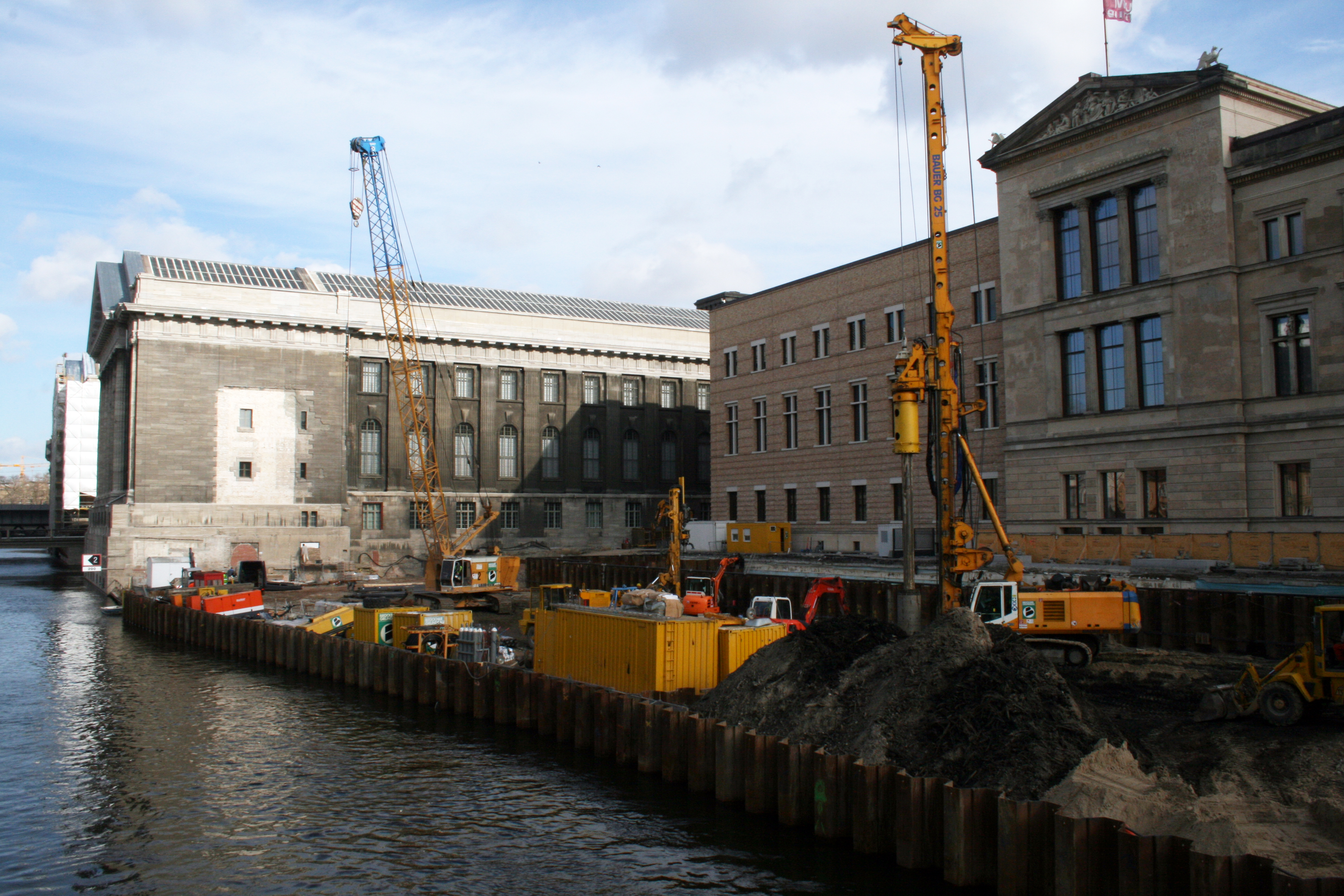
Bauvorarbeiten für die James-Simon-Galerie (2010)
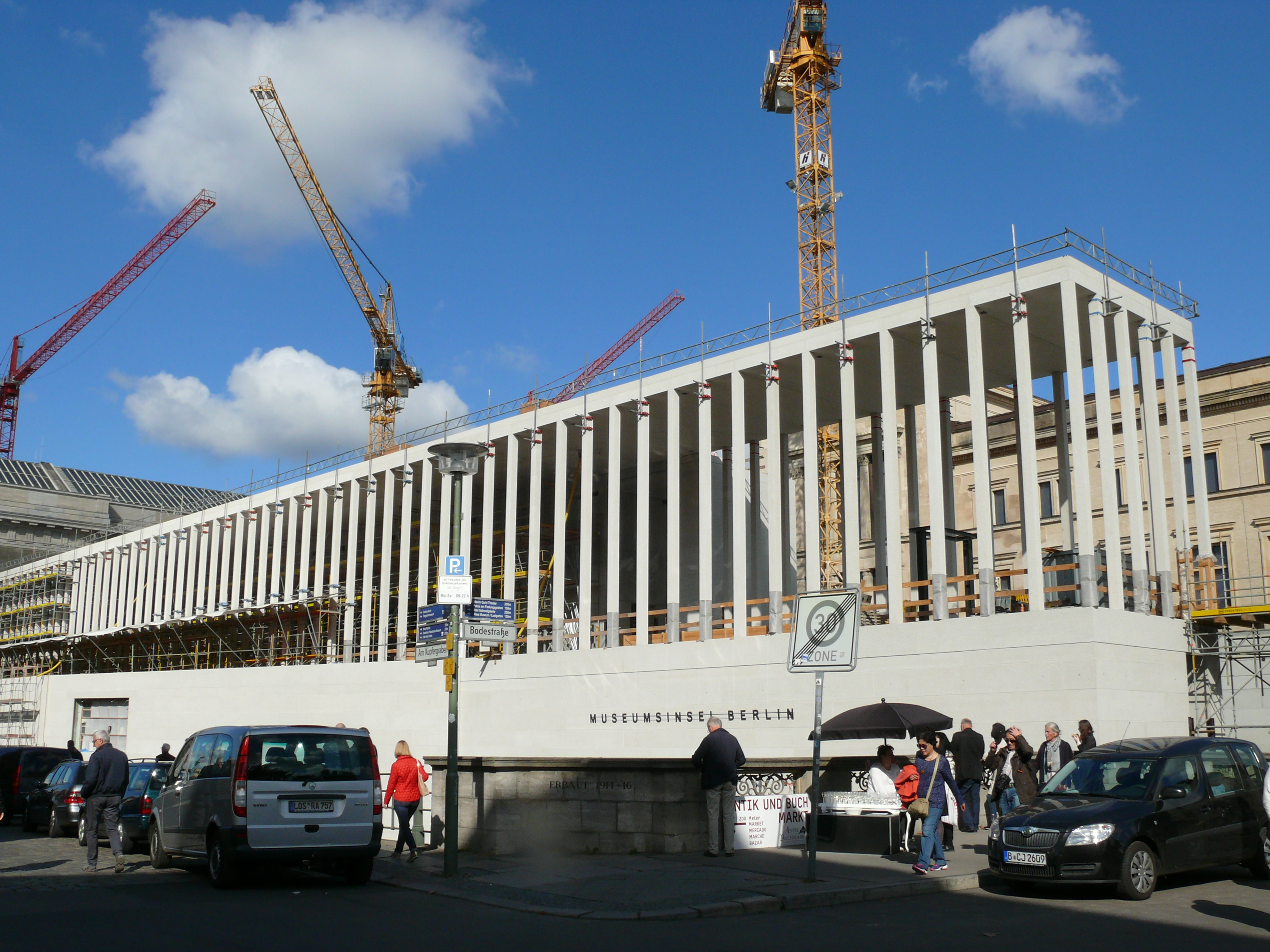
Baustelle (2016)
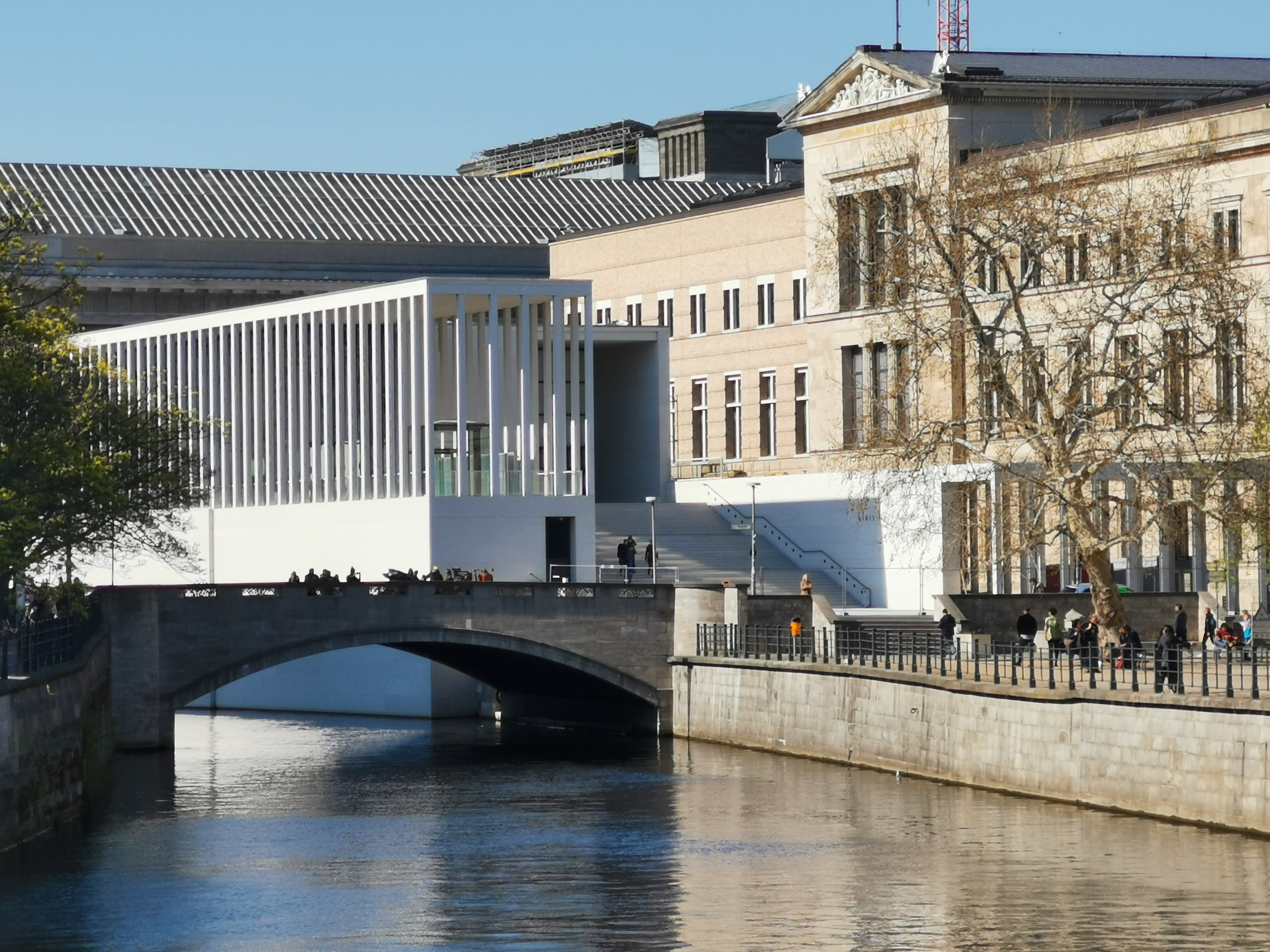
James-Simon-Galerie am Kupfergraben (2019), die Eiserne Brücke und das Neue Museum
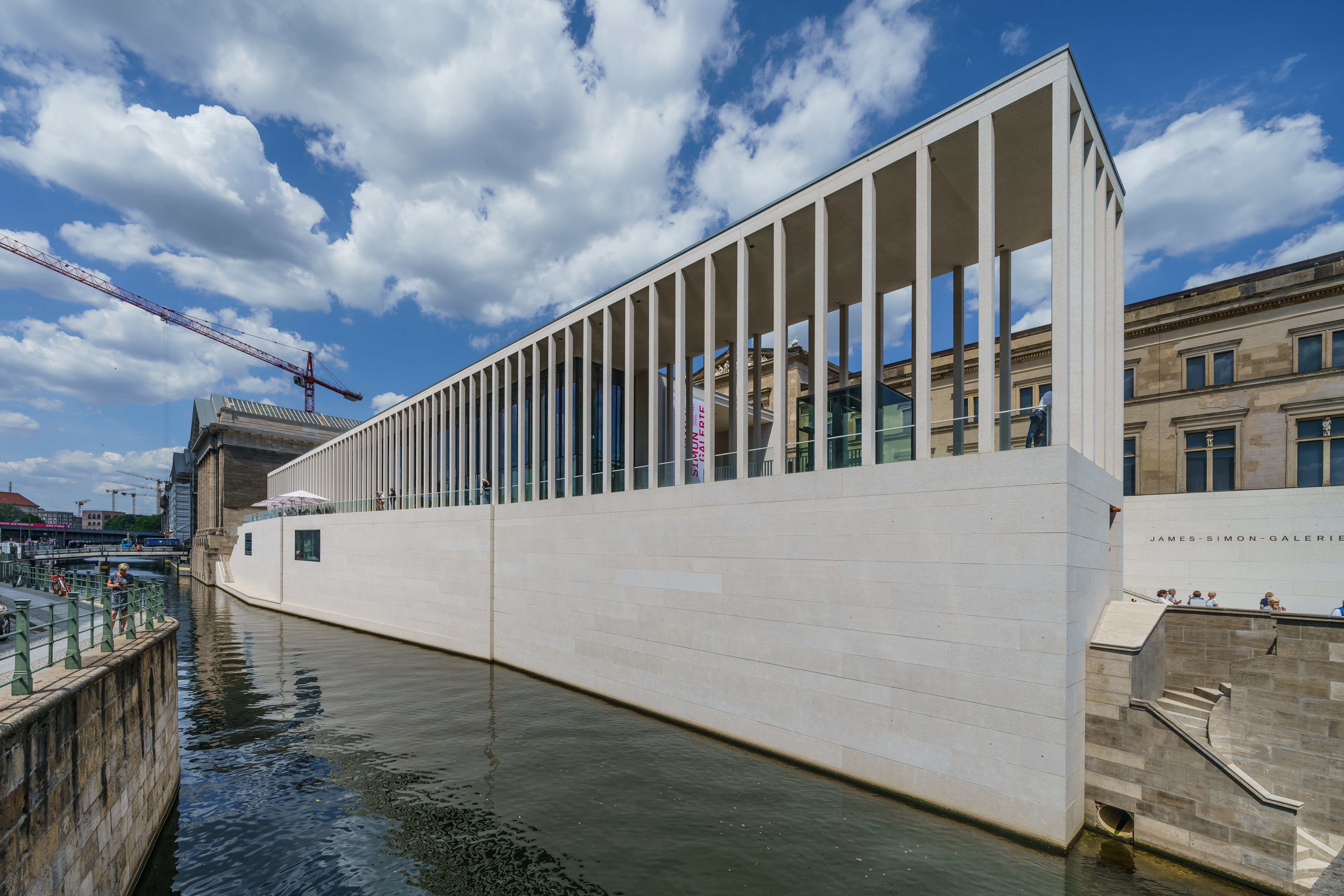
Die Fassade zum Kupfergraben (2019)
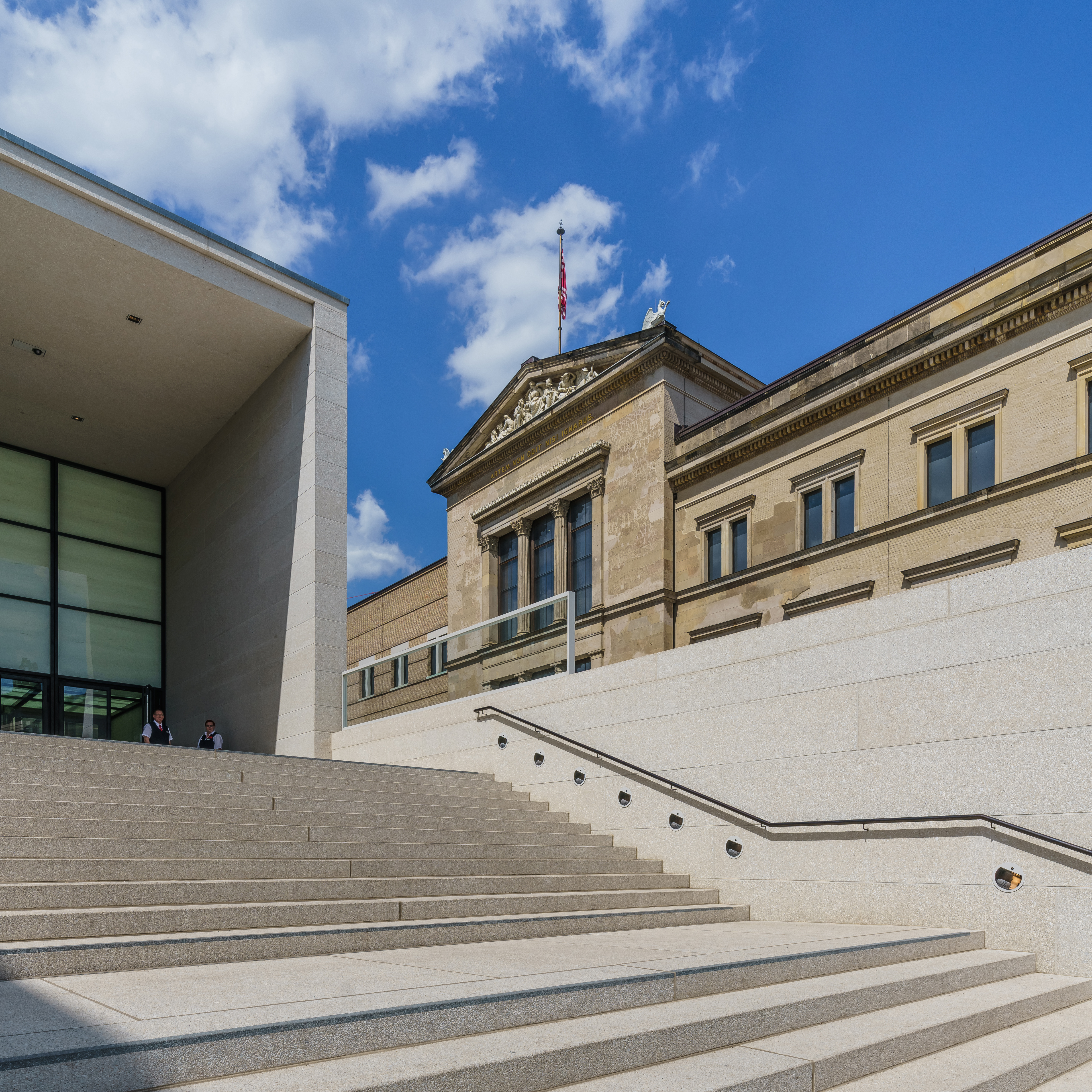
Zugangstreppe und das Neue Museum (2019)

## Ausstellungen (Auszug)
- Elephantine. Insel der Jahrtausende (26. April 2024 bis 27. Oktober 2024)[20]

- Archäologische Schätze aus Usbekistan. Von Alexander dem Großen bis zum Reich der Kuschan (4. Mai 2023 bis 14. Januar 2024)

- Iran. Kunst und Kultur aus fünf Jahrtausenden (4. Dezember 2021 bis 20. März 2022)

- James Simon. Die Kunst des sinnvollen Gebens (12. Juli 2019 bis 28. Juli 2019)

## Auszeichnungen
- 2020: Architekturpreis Beton[21]
- 2020: DAM Preis für Architektur in Deutschland[22]